# Colocar
Colocar  (лат.) — род ос-блестянок из подсемейства Amiseginae. 2 вида.

## Распространение
Юго-Восточная Азия.

## Описание
Мелкие осы-блестянки (от 3 до 4 мм). Затылочный киль отсутствует, щёчные бороздки развиты; голова длинная. Мезоплеврон без бороздок и валиков. Пронотум выпуклый, короткий, примерно вдвое короче (0,5) комбинированной длины скутума, скутеллюма и метанотума вместе взятых. Скутум с глубокими нотаулями. Самцы крылатые с очень длинными усиками (длиннее всего тела). Самки неизвестны. Коготки лапок без зубцов. Паразитоиды. Таксон был впервые описан в 1957 году американским гименоптерологом Карлом Кромбейном (Karl V. Krombein; Department of Entomology, National Museum of Natural History, Smithsonian Institution, Вашингтон, США).

## Систематика
2 вида.
- Colocar alticola  Krombein, 1957 — Филиппины[2]
- Colocar myrmecophila (Kieffer, 1922) — Филиппины[3]
  - первоначально был описан в составе рода Cladobethylus